# Larry Johnson
Larry Johnson (ur. 14 marca 1969 w Tyler) – amerykański koszykarz, występujący na pozycji silnego skrzydłowego, mistrz świata (1994), NCAA, debiutant roku NBA oraz uczestnik spotkań gwiazd.
Będąc o ostatniej klasie liceum (1987) wziął udział w meczu gwiazd szkół średnich – McDonald’s All-American Game, w których wystąpili także późniejsi gracze NCAA oraz NBA t.j: Marcus Liberty, Elliot Perry, Mark Macon, Rodney Monroe, Dennis Scott, Elmore Spencer, Chris Corchiani, czy LaBradford Smith. Po zdaniu matury podjął studia w Odessa College, pomimo iż wcześniej wybrał Southern Methodist University. Jako freshman notował średnio 22,3 punktu, natomiast jako drugoroczniak już ponad 29. Został pierwszym zawodnikiem w historii National Junior College Athletic Association, który zdobywał nagrodę gracza roku dwa lata z rzędu. Wielu fachowców było wtedy zgodnych, iż mógł on zostać nawet wybrany w pierwszej rundzie draftu 1989 roku, gdyby tylko zdecydował się do niego przystąpić. Johnson wybrał jednak ofertę University of Nevada, Las Vegas, gdzie dokończył edukację i dodatkowo mógł występować pod skrzydłami legendarnego trenera Jerry’ego Tarkaniana.
W zespole UNLV występowali również Stacey Augmon oraz Greg Anthony i to właśnie ten skład okazał się wtedy najlepszym w NCAA, zdobywając mistrzostwo. W potyczce finałowej zawodnicy z Las Vegas zdetronizowali wręcz Duke 103-73. Johnson zdobył dla Runnin’ Rebels 22 punkty i 11 zbiórek, a mecz ten przeszedł do historii, jako spotkanie finałowe z najwyższą różnicą punktów pomiędzy zwycięzcą a pokonanym.
W kolejnym sezonie (1990/91) Johnson uzyskiwał średnio 22,7 punktu a jego zespół zanotował rekordowy rezultat 27–0. W turnieju NCAA zawodnicy z Duke zrewanżowali się Rebels za ubiegłoroczną porażkę i wyeliminowali ich w Final Four. Indywidualnie rozgrywki te należały do najbardziej udanych w jego dotychczasowej karierze. Po raz drugi z rzędu został nominowany do składu All-American, a oprócz tego otrzymał cały szereg naród dla zawodnika roku t.j: Naismith College Player of the Year, John R. Wooden Award, USBWA Player of the Year, NABC Player of the Year, Sporting News College Player of the Year, oraz po raz kolejny Big West Conference Player of the Year.
Kolejnym etapem jego kariery był draft, w którym został wybrany jako pierwszy, przez istniejący od zaledwie 3 lat zespół Charlotte Hornets. Jako debiutant zdobywał średnio 19,2 punktu, 11 zbiórek, 3,6 asysty oraz 1 przechwyt. Zaowocowało to tytułem Debiutant Roku oraz wyborem do pierwszego składu najlepszych debiutantów sezonu. W międzyczasie Johnson wziął również udział w konkursie wsadów podczas weekendu gwiazd, w którym zajął ostatecznie drugie miejsce.
Rok później jego statystyki strzeleckie wzrosły do rekordowych w karierze 22,1 punktu, do tego notował 10,5 zbiórki. Został wybrany do udziału w swoim pierwszym meczu gwiazd, a po zakończeniu rozgrywek uhonorowano go wyborem do drugiego składu najlepszych graczy ligi.
W 1994 roku wziął udział w mistrzostwach świata, które odbyły się w kanadyjskim Toronto. To właśnie tam Dream Team II, jak potocznie nazywano reprezentację USA, Amerykanie odzyskali złoty medal mistrzostw świata. Jako kadrowicz Johnson zdobywał już wcześniej medale na międzynarodowych imprezach, pierwszy (srebrny) na mistrzostwach świata U19 (1987), we włoskim Bromio, drugi natomiast (złoty) na letniej uniwersjadzie (1989) w Duisburg (RFN).
Po raz kolejny wystąpił w meczu gwiazd, w 1995 roku. Rok później został sprzedany do New York Knicks, gdzie zakończył swoją sportową karierę w 2001 roku, docierając po drodze do finału NBA w 1999 roku. Z powodu braku kontuzjowanego Patricka Ewinga, Knicks nie mogli nawiązać wyrównanej walki ze Spurs i ich „Twin Towers”, przegrywając ostatecznie w stosunku 1-4. Na rozwój tamtego finału niemały wpływ miał również fakt, iż Johnson borykał się już od kilku sezonów z olbrzymimi bólami pleców, które uniemożliwiały mu niekiedy grę, z tego powodu zdecydował się zakończyć przedwcześnie swoją karierę.

## Osiągnięcia
Na podstawie, o ile nie zaznaczono inaczej.

### NJCAA
- Koszykarz Roku NJCAA Division I (1988, 1989)
- Zaliczony do I składu NJCAA All-American (1988, 1989)[14]

### NCAA
- Mistrz:
  - NCAA (1990)[15]
  - turnieju konferencji Big West (1990, 1991)
  - sezonu zasadniczego Big West (1990, 1991)
- Uczestnik NCAA Final Four (1990, 1991)
- Koszykarz Roku:
  - NCAA:
    - im. Naismitha (1991)[16]
    - im. Woodena (1991)[17]
    - według:
      - Zawodnik Roku NABC (1991)[18]
      - Sporting News (1991)[19]
      - USBWA (1991)[20]
      - Basketball Times (1991)

  - konferencji Big West (1990, 1991)[21]
- Wybrany do I składu:
  - All-American (1990, 1991)[22]
  - turnieju NCAA (1990)[23]
- Drużyna UNLV Runnin’ Rebels zastrzegła należący do niego numer 4

### NBA
- Finalista NBA (1999)[11]
- dwukrotny uczestnik meczu gwiazd NBA (1993, 1995)[3]
- Debiutant Roku NBA (1992)[2]
- Zaliczony do:
  - I składu debiutantów NBA (1992)[4]
  - II składu NBA (1993)[7]
- 4-krotny zawodnik tygodnia NBA (22.03.1992, 14.02.1993, 25.04.1993, 15.01.1995)[24]
- trzykrotny debiutant miesiąca NBA (grudzień 1991, luty-marzec 1992)[25]
- Uczestnik konkursu wsadów podczas NBA All-Star Weekend (1992)[5]

### Kadra
- Mistrz:
  - świata (Toronto - 1994)[1]
  - uniwersjady (1989)[9]
- Wicemistrz Świata U–19 (1987)[8]
- Sportowiec Roku według USA Basketball (1989)[26]

## Film i TV
Pojawił się w serialu Family Matters, w którym zagrał swoje alter ego „Babcię”, która stała się partnerem jednego z głównych bohaterów w turnieju koszykarskim. Pojawił się też w Show Davida Lettermana. Zaliczył także dwa epizody w filmach Eddie z Whoopi Goldberg oraz Kosmiczny mecz.